# Willi Barth
Willi Barth (* 15. September 1899 in Ingersleben (Nesse-Apfelstädt); † 5. Mai 1988 in Berlin) war ein deutscher Widerstandskämpfer gegen den Nationalsozialismus und  SED-Funktionär in der Deutschen Demokratischen Republik (DDR). Er war von 1954 bis 1977 Abteilungsleiter für Kirchenfragen des Zentralkomitees der SED.

## Leben
Nach der Lehre arbeitete der Sohn eines Maurers und einer Hebamme Willi Barth bis 1928 als Tischler in Erfurt und Gotha. 1916 trat er in den Deutschen Holzarbeiterverband, 1919 in die Unabhängige Sozialdemokratische Partei Deutschlands (USPD) und 1920 in die Kommunistische Partei Deutschlands (KPD) ein. 1920 war er für die KPD politischer Leiter in Ingersleben, für den Verband politischer Freidenker Instrukteur in Gotha und Mitglied der bewaffneten proletarischen Hundertschaften.
Von 1928 bis 1931 war Barth Mitglied der Gemeindevertretung und bis 1933 Mitglied des Stadtrates in Ingersleben. Von 1930 bis 1933 war er stellvertretender Bürgermeister. 1931 besuchte er die Rosa-Luxemburg-Schule des Zentralkomitees der KPD und wurde Bezirkssekretär der Roten Hilfe des Bezirksverbandes Thüringen.
Nach der Machtübernahme der Nationalsozialisten setzte Barth unter dem Decknamen Ernst seine Tätigkeit für die Rote Hilfe in Hannover, Berlin und Thüringen auch in der Illegalität fort und berichtete 14-täglich an die Exilleitung der KPD in Prag und Paris. Barth war am Aufbau eines Abwehrapparates gegen die Geheime Staatspolizei (Gestapo) beteiligt. Im Dezember 1934 ging er in die Emigration in die Tschechoslowakei und wurde Mitglied der Exilleitung der Roten Hilfe in Prag. 

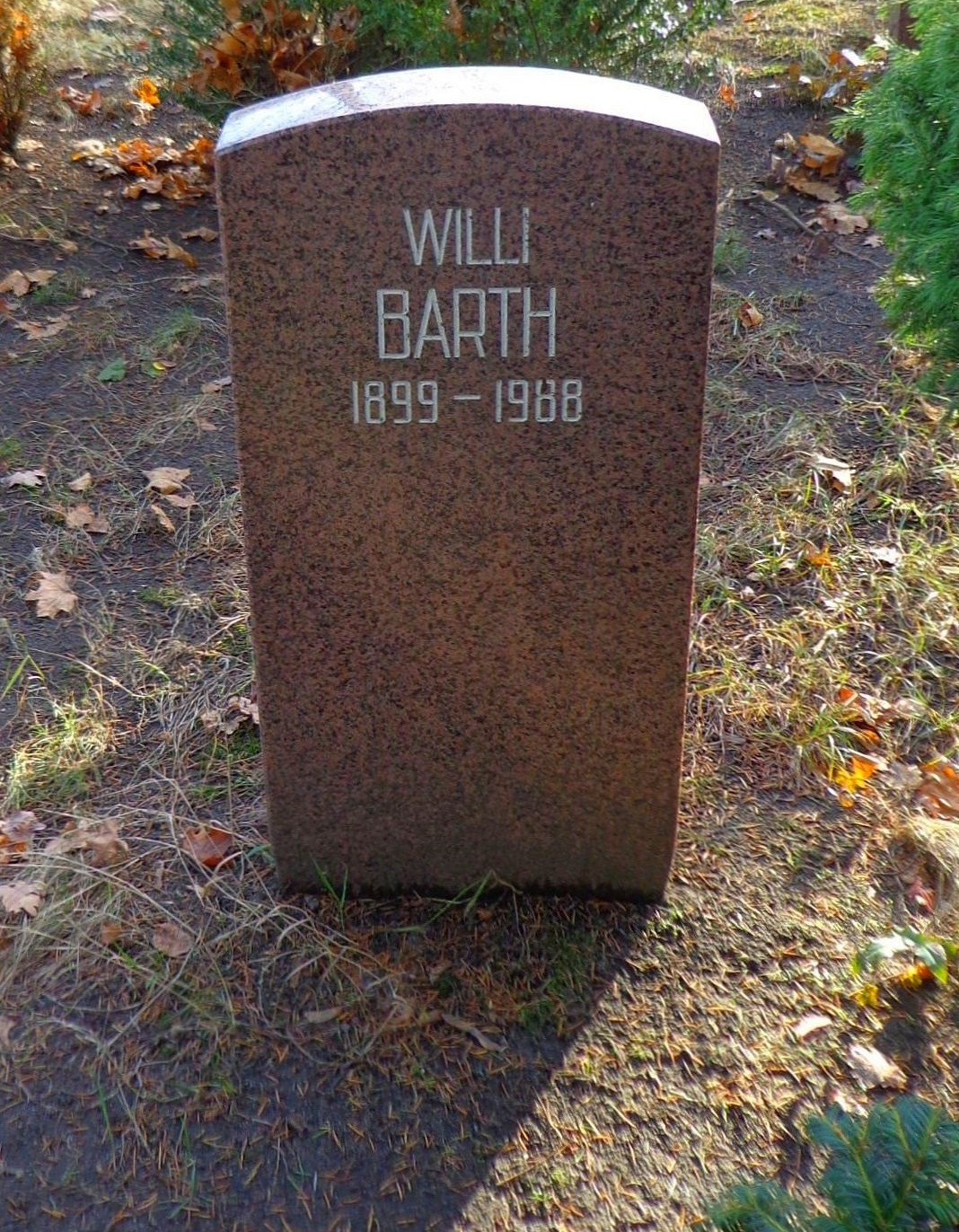
Grabstätte

Im März 1938 ging Barth nach Großbritannien und wurde 1940 als Feindlicher Ausländer zuerst in Großbritannien und anschließend in Kanada interniert. 1942 wurde er nach Großbritannien entlassen. Bis 1946 arbeitete er als Tischler in Manchester. Er war als Mitglied der KPD-Leitung verantwortlich für die Ortsgruppen des Freien Deutschen Kulturbundes in Großbritannien. 
1946 kehrte Barth über Jugoslawien nach Deutschland zurück, trat in die SED ein und wurde Referent der Abteilung Landes- und Provinzialpolitik und Hauptreferent der staatlichen Verwaltung beim Zentralkomitee (ZK) der SED. 1948/49 absolvierte er einen Lehrgang an der Parteihochschule „Karl Marx“ und wurde Leiter der Abteilung Kommunalpolitik. 1950 wurde er stellvertretender Leiter der Abteilung staatliche Verwaltung. Von 1954 bis zu seiner Pensionierung 1977 war Barth Leiter der Arbeitsgruppe für Kirchenfragen. 
Von 1977 bis zu seinem Tod 1988 war er zudem Mitglied der zentralen Kommission zur Betreuung von Parteiveteranen. Seine Urne wurde in der Grabanlage Pergolenweg des Berliner Zentralfriedhofs Friedrichsfelde beigesetzt.

## Ehrungen
- 1959 Vaterländischer Verdienstorden in Silber
- 1964 Vaterländischer Verdienstorden in Gold
- 1969 Karl-Marx-Orden
- 1974 Ehrenspange zum Vaterländischen Verdienstorden in Gold
- 1975 Kampforden „Für Verdienste um Volk und Vaterland“
- 1979 Stern der Völkerfreundschaft in Silber
- 1984 Stern der Völkerfreundschaft in Gold